# Carsten Hobohm
Carsten Hobohm (* 1957) ist ein deutscher Biologe.

## Leben
Er studierte von 1978 bis 1985 Biologie, Physik, Chemie, Geologie und Paläontologie an den Universitäten Bayreuth und Freiburg im Breisgau. Von 1987 bis 1992 erwarb er die Promotion auf der Wattenmeerinsel Norderney über Vegetationsökologie und Pflanzengemeinschaften; Nebenfächer Philosophie, Bodenphysik, an der Universität Hannover. Seit 2006 ist er ordentlicher Professor mit wissenschaftlichem Schwerpunkt Ökologie, Biogeographie und Umweltwissenschaften an der Universität Flensburg.

## Schriften (Auswahl)
- Die Pflanzengesellschaften von Norderney. Norderney 1993, OCLC 1075301369.
- Naturethik. Analyse und Ausblick. Freiburg im Breisgau 1992, ISBN 3-8107-2242-1.
- Pflanzensoziologie und die Erforschung der Artenvielfalt. Wiehl 1998, ISBN 3-931251-30-6.
- Biodiversität. Wiebelsheim 2000, ISBN 3-8252-2162-8.